# 埃德·斯托帕德
埃德·斯托帕德（Ed Stoppard，1974年9月16日—）是英國的一位演員。他的父親是劇作家湯姆·斯托帕德。斯托帕德和他的父親出身在一個猶太家庭。他曾在愛丁堡大學就讀法語。